# Zánět spojivek

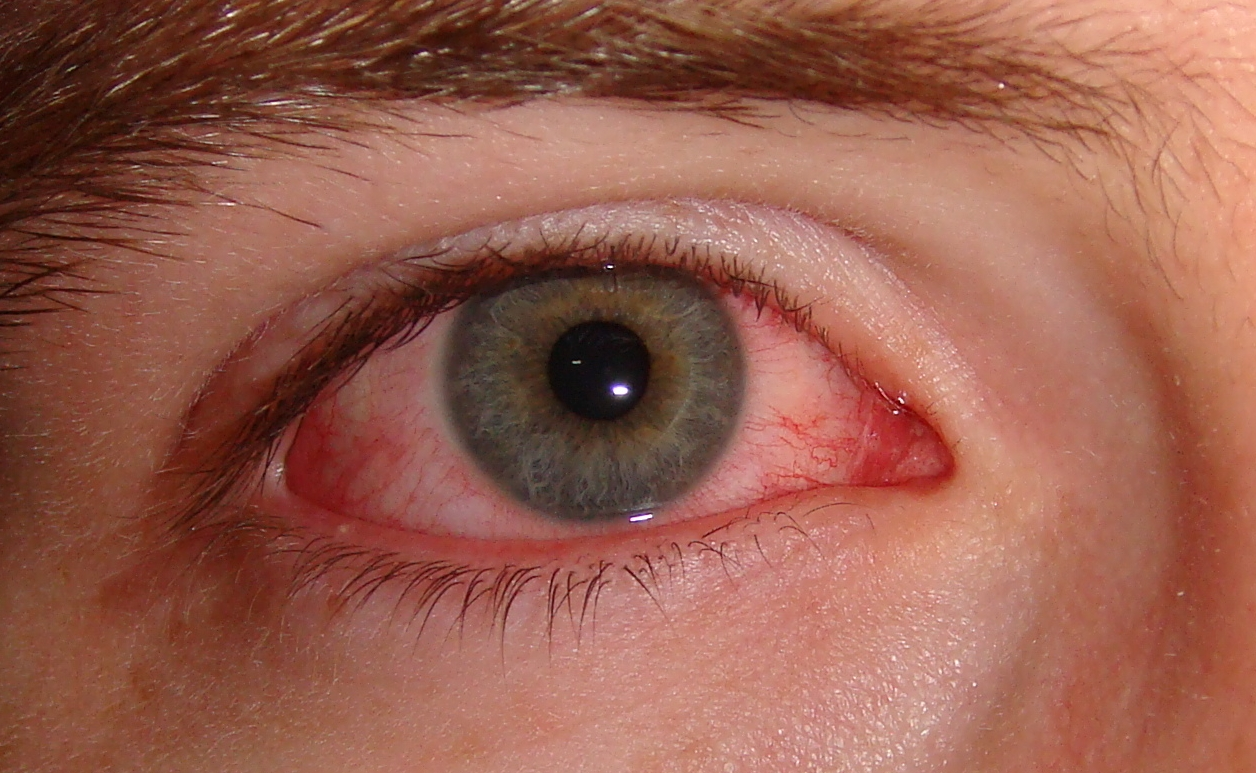
Ukázka zánětu spojivek

Zánět spojivek (konjunktivitida) je zánětlivé onemocnění spojivky, což je tenká vrstva tkáně, která pokrývá bělmo a vnitřní stranu víček. Způsobuje zrudnutí oka, slzení, pocit pálení, svědění nebo cizího tělíska, ráno mohou být víčka slepená. Někdy se vyskytuje i světloplachost (fotofobie). Vyskytnou-li se uvedené potíže, je vhodné je konzultovat s očním lékařem (oftalmologem) Postiženo může být jen jedno oko. Některé záněty spojivek jsou nakažlivé, například novorozenecká konjunktivitida způsobená chlamydiemi.

## Příčiny
Příčinou zánětu spojivek mohou být infekce (bakteriální nebo virová), plísňové onemocnění nebo alergie. Zánět může vyvolat mechanické, chemické nebo tepelné podráždění: prach, vítr, kouř, chlad, chemikálie, léky, kontaktní čočky (znečištěné nebo dlouho nasazené), zvýšená námaha očí, nedostatek spánku a další.

### Infekční zánět spojivek
Bakteriálním původcem konjunktivitidy může být například:
- Staphylococcus aureus;
- Neisseria gonorrhoeae způsobující kapavku;[3]
- Neisseria meningitidis vyvolávající meningitidu;
- bakterie rodu Borrelia vyvolávající lymskou borreliózu (může vyvolat i zánět rohovky oka nebo zánět živnatky);[5]
- Chlamydia trachomatis parazitující uvnitř sliznic a vyvolávající tzv. trachom.[3]

Bakteriální záněty se obvykle léčí antibiotiky (kapky, mast).
Virovým původcem konjunktivitidy může být například:
- virus spalniček (Morbillivirus);[2]
- viry způsobující záněty horních cest dýchacích, například chřipka;[3]
- Herpes simplex virus způsobující opar;[3]
- adenoviry způsobující epidemie konjuktivitidy.[3]

Virový zánět většinou odezní i bez léčby, jako pomocný prostředek se používají tzv. umělé slzy.
Plísňové záněty spojivek jsou vzácné.

### Alergický zánět spojivek
Alergickou reakci ve spojivkách může způsobit množství alergenů, např. kosmetika, roztoky ke kontaktním čočkám, potraviny nebo pyl. Léky mohou zmírnit příznaky, je třeba se vyhnout alergenům. Při alergické konjunktivitidě obvykle nevzniká hnis a oko je nateklé.

### Konjunktivitida způsobená podrážděním oka
Zánět spojivek může vyvolat dráždění oka mechanicky, chemicky nebo fyzikálně. Chemické podráždění mohou způsobit žíraviny a jejich výpary, léky, čisticí prostředky, make-up nebo kouř. Mechanicky mohou oči dráždit prach, kontaktní čočky (poškozené nebo nošené dlouho) nebo přílišná námaha z dlouhotrvající soustředěné práce (čtení, práce na počítači, svářečské práce) zvláště při nedostatku spánku. Mezi fyzikální vlivy patří chlad, vítr nebo UV záření na horách.
Samostatným tématem je tzv. syndrom suchého oka, kdy je oko drážděno v důsledku nedostatku slz. Postihuje až 20 % populace, zejména starší a více ženy, většinou jde o důsledek jiné choroby. Příčinou může být rovněž prach, nadměrná námaha očí (práce s počítačem) nebo suchý vzduch z klimatizace. Léčba se zaměřuje na primární chorobu, její součástí je aplikace umělých slz.

### Zánět spojivek unovorozenců
Jako neonatální konjunktivitidy jsou označovány záněty spojivek v prvních 4 až 5 týdnech po porodu. Většinou je infekce přenesena z matky na dítě v průběhu vaginálního porodu, při porodu císařským řezem je riziko infekce nižší. Nejčastější je chlamydiová infekce, která se vyskytuje u 25 % až 50 % novorozenců. Následují bakteriální infekce, které se vyskytují asi u 30 % novorozenců, mohou být od matky i z okolí. Riziko přenosu herpes simplex viru z matky na dítě je asi 60 %. Novorozencům se obvykle preventivně aplikují bezprostředně po porodu antibiotické kapky.

## Přenos
K přenosu dochází snadno, například předměty osobní hygieny (ručník) nebo přímým kontaktem s infikovanou osobou, proto je důležité dodržovat hygienické zásady. Některé infekce mohou být přeneseny z matky na novorozence při porodu (chlamydie, kapavka, herpes), proto je novorozencům preventivně podáváno antibiotikum (kapky do očí).